# Tramwaje w Niżnym Tagile

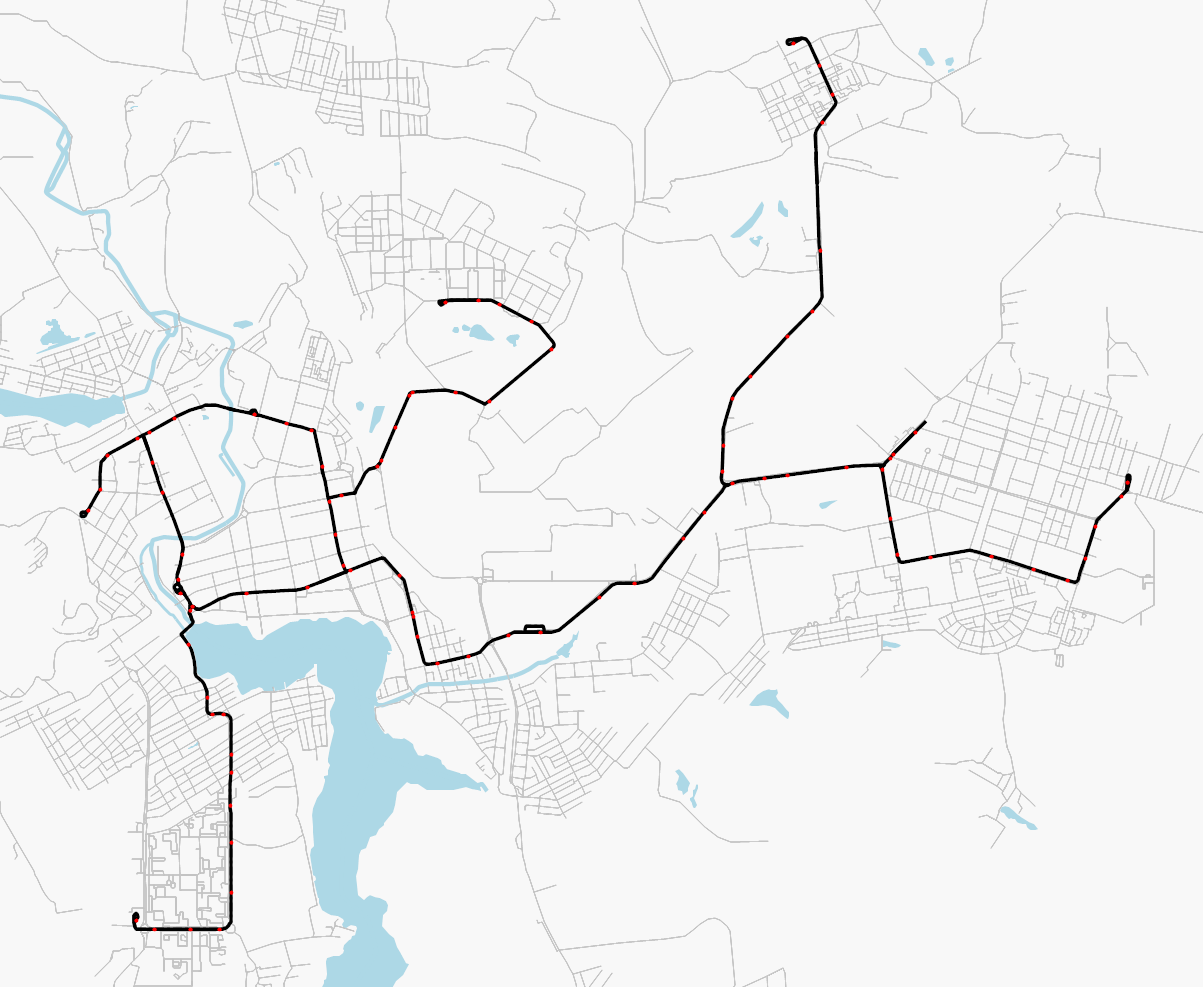
Schemat sieci tramwajowej

Tramwaje w Niżnym Tagile – system komunikacji tramwajowej działający w Niżnym Tagile

## Historia
9 grudnia 1935 przyjęto projekt budowy tramwajów w Niżnym Tagile. Tramwaje uruchomiono 28 lutego 1937 na trasie Красный Камень — вокзал — центр. W kolejnych latach sieć tramwajową rozbudowywano. W ostatnich latach zlikwidowano trasę tramwajową do ВМЗ.
Do 1 września 2008 tramwaje były zarządzane przez miasto oraz przez zakłady Urałwagonzawod (UVZ). Obecnie są zarządzane przez «Управляющая компания городским электротранспортом».

## Linie
W styczniu 2011 działały następujące linie tramwajowe: 1, 3, 4A, 5, 6, 8, 10, 11, 12, 15, 17. 12 kwietnia 2011 zlikwidowano linię nr 6, która kursowała na trasie УВЗ — поселок Северный. 1 listopada 2011 wznowiono kursowanie linii nr 6 oraz kursowanie tramwajów do końcówki Тагилстрой. Poważnym problemem tramwajów w Niżnym Tagile jest niechęć władz miasta dla utrzymania komunikacji tramwajowej.
Obecnie w Niżnym Tagile jest 11 linii tramwajowych:
- 1: УВЗ — Островского
- 3: Островского — Кр. Камень — Выя — Островского
- 4A: Приречный р-н — Тагилстрой
- 5: ГГМ — Тагилстрой
- 6: УВЗ — Пос. Северный
- 8: Островского/Приречный р-н — УВЗ
- 10: УВЗ — Пихтовые Горы
- 11: Пихтовые Горы — Пос. Северный
- 12: Островского — Пихтовые Горы
- 15: Н. Кушва — ГГМ
- 17: УВЗ — ГГМ

## Zajezdnie
W mieście funkcjonują dwie zajezdnie tramwajowe
- zajezdnia tramwajowa «Nowaja Kuszwa» («Новая Кушва»)
- zajezdnia tramwajowa «Wagonka» («Вагонка»)

## Tabor
Obecnie w Niżnym Tagile eksploatowanych jest 108 wagonów.
| typ             | sztuk |
| --------------- | ----- |
| KTM-5           | 54    |
| KTM-5A          | 19    |
| KTM-8KM         | 7     |
| KTM-8K          | 3     |
| 71-403          | 4     |
| 71-405          | 7     |
| LM-93           | 1     |
| 71-402 «SPEKTR» | 13    |

W sierpniu 2011 otrzymano w darze od zakładów Уралвагонзавод tramwaj 71-403. W 2012 do miasta dostarczono 7 wagonów typu 71-405.